# Scott Vogel
Scott Christian Vogel (ur. 5 kwietnia 1973 w Buffalo) – amerykański wokalista związany z nurtem hardcore.

## Życiorys

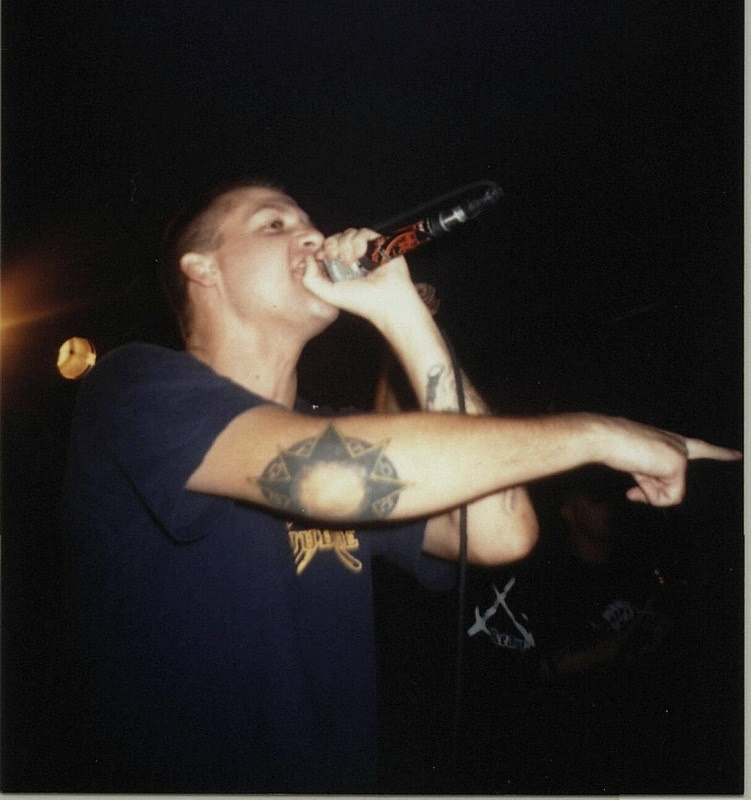
Scott Vogel podczas koncertu w Berlinie (2003)

Scott Christian Vogel urodził się 5 kwietnia 1973 w Buffalo w stanie Nowy Jork. Pochodzi z przedmieść tego miasta, w którym spędził wiele lat. Przez pierwsze lata mieszkał z rodzicami i dwiema siostrami pod Buffalo w otoczeniu lasu. Potem jego ojciec zostawił rodzinę. Gdy był w VII klasie szkoły średniej jego matka poznała nowego mężczyznę i z dwoma siostrami wyprowadziła się do Houston, a Scott on odmówił wyjazdu tam z nimi i zamieszkał z ojcem oraz jego nową żoną w Amherst. Początkowo słuchał muzyki metalowej, ale za sprawą przyrodniego brata Jaya zbliżył się do muzyki punkowej. Do tego czasu uprawiał sport, ale zaprzestał tego i zaangażował się w działalność sceny hardcore. Był m.in. redaktorem fanzina Living. W rodzinnym mieście współtworzył zespoły muzyczne w tym gatunku: Reverend (jako perkusista), Against All Hope (jako perkusista), Cinderblock (jeden z dwóch wokalistów), Slugfest (wokalista, 1992–1996; współzałożycielem i gitarzystą był jego brat Jay), Fadeaway (perkusista), Despair (wokalista, 1995–1997), Buried Alive (wokalista, 1998–2001). Po zakończeniu działalności ostatniego z wymienionych postanowił wyjechać z Buffalo i przeprowadzić się z dziewczyną (pochodzącą z Chicago) do Los Angeles w Kalifornii. Wpierw wyjechał do stanu Arizona (Phoenix), spędzając tam około 9 miesięcy i w tym czasie pracował etatowo w telemarketingu firmy Sears. Następnie przeniósł się do Los Angeles.
Tam pierwotnie miał  powstać projekt będący supergrupą (mieli ją tworzyć członkowie Buried Alive, Carry On i Ten Yard Fight tj. personalnie Scott Vogel, Todd Jones i John LaCroix), do czego ostatecznie nie doszło, jako że ostatni z wymienionych nie pojawił się na próbach. Mając 29 lat w kwietniu 2002 Vogel założył grupę Terror wymyślając jej nazwę (wraz z nim do składu weszli gitarzysta Todd Jones i perkusista Nick Jett). Wraz z nią wydał 4-utworowe demo, a następnie we wrześniu 2002 zarejestrował materiał, który 28 stycznia 2003 został wydany nakładem wytwórni Bridge 9 Records jako debiutancki minialbum EP zatytułowany Lowest of the Low. To 9-utworowe wydawnictwo trwające przeszło 23 minuty znalazło bardzo dobre recenzje w środowisku hardcore. Materiał stanowiący ożywczy powiew na scenie hc wyróżniał się brzmieniowo czystą energią oraz wściekłym głosem i bezpardonowymi tekstami charyzmatycznego wokalisty Scotta Vogela. Jego znakiem rozpoznawczym była nieskończona energia podczas koncertów, skoki na scenie i stałe wzywanie publiczności do aktywnego udziału w występie grupy; m.in. do wykrzykiwania słów także z jego mikrofonu, czy skoków ze sceny (ang. „More stage dives!”, pol. „Więcej skoków ze sceny!”). Vogel umiał przy tym okazać radość z zabawy podczas koncertu, ale też powagę wykrzykując teksty utworów dotykające w gorzki sposób bezpośrednio środowisko muzyczne sceny hardcore. Do 2022 wokalista wydał z zespołem łącznie osiem albumów studyjnych oraz szereg innych wydawnictw. Za najbardziej reprezentatywne utwory Terror wskazał "Stick Tight" i "Keep Your Mouth Shut".
W 2011 Scott Vogel i Nick Jett zaangażowali się w projekt muzyczny pod nazwą Serpents Of Shiva (S.O.S.), w którym wzięli udział także Matt Henderson (eks-Madball), Chris Beattie (Hatebreed), Sam Trapkin (Trapped Under Ice). Ze względu na skład projekt został mianowany „supergrupą hardcore”, a jego debiutanckie dzieło zatytułowane I Owe You Nothing wydano w 2011. Ponadto wraz z innymi muzykami nurtu hardcore od 2014 tworzył zespół World Be Free, który w 2016 wydał album pt. The Anti-Circle. Od 2017 ponownie występował w zespole Buried Alive.
Jako ghostwriter pisał utwory dla Buffalo Wild Wings. Poza nurtem hardcore jako odbiorca preferuje też hip-hop.
Scott Vogel zdefiniował hardcore w następujący sposób:

Hardcore to miejsce, gdzie wykluczeni i outsiderzy znajdują prawdę i nadzieję. To energia i wyrażanie. To serdeczna i prawdziwa przyjaźń. Chodzi o to, że na drugim końcu świata można spotkać ludzi, którzy czują dokładnie tak jak ty.

Wokalista od lat stale wyróżnia się wyrazistą postawą i niezwykle ekspresyjnym zachowaniem podczas koncertów. Znany jest z dosadnych i sugestywnych wypowiedzi ze sceny, nierzadko komentowanych przez słuchaczy i wzbudzających różnorakie emocje. Tego rodzaju wypowiedzi autorstwa Vogela doczekały się nawet osobnej nazwy – określono je kolokwialnie w języku angielskim jako "vogelism". Założono nawet stronę internetową zawierającą przykłady takich sloganów (www.vogelisms.com). Sam stwierdził w wywiadach, iż połowę z tych rzeczy nigdy nie powiedział. Po wielu latach istnienia na scenie hardcore przyznał, że odbierając inne zespoły ceni o wiele bardziej ich oddanie, pasję, energię oraz teksty aniżeli poziom muzyczny, grę na instrumentach i talent.
W tekście utworu „Both of You” z płyty The 25th Hour zawarł odniesienia do swoich rodziców. Ma o 4 lata starszą siostrę Kristin Marie Vogel, prawniczkę w Buffalo, związaną z baseballistą drużyny Montreal Expos, Garym Carterem. Prywatnie został kibicem drużyny hokejowej Buffalo Sabres z rodzinnego miasta. Nigdy nie wyznawał zasad straight edge, przez pewien czas deklarował się jako weganin (dotyczyły tego utwory grup Despair i Buried Alive). Przyznał, że lepiej czuje się występując na scenie po dawce alkoholu.

## Dyskografia
Reverend
- Reverend (EP, 1989)

Slugfest
- Buried Alive (7", 1993)
- Slugfest (EP, 1996)
- Live (7" EP, 1998)

Despair
- Demo (1995)
- One Thousand Cries (7" EP, 1995)
- Split (7" EP, 1995)
- As We Bleed (EP, 1996)
- Pattern Life (1996)
- A Split Seven Inch (7", 1997)
- Live & Killing in Europe (1997)
- Kill (1998)

Buried Alive
- Six Month Face (7", 1999)

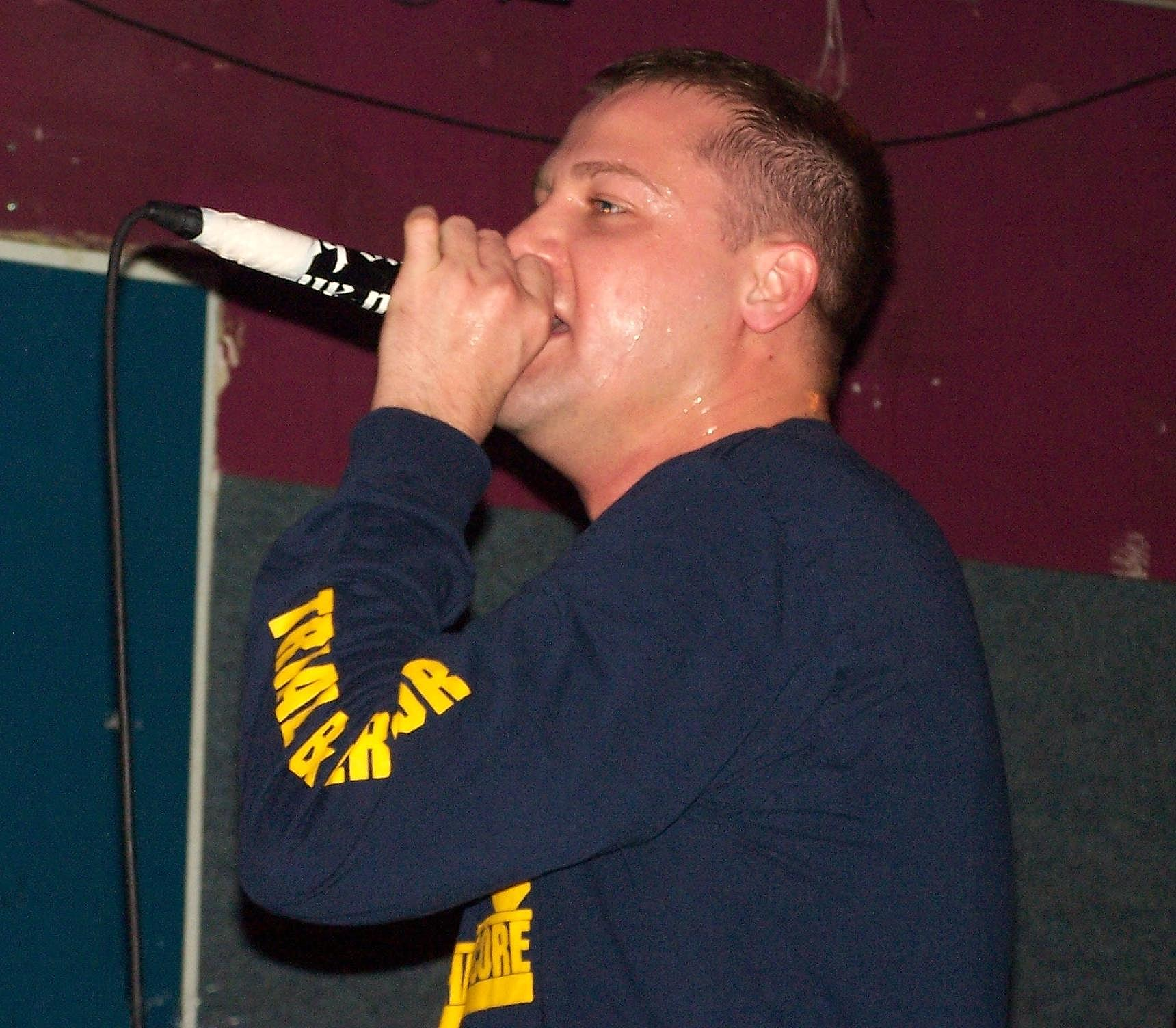
Scott Vogel (2006)

- The Death of Your Perfect World (1999)
- Split "7" wspólnie z Reach The Sky (2000)
- Last Rites (2001)
- Death Will Find You EP (2020)

Terror (wybór)
- Lowest of the Low (2003)
- One with the Underdogs (2004)
- Always the Hard Way (2006)
- Rhythm Amongst the Chaos (2007)
- The Damned, the Shamed (2008)
- Keepers of the Faith (2010)
- Live by the Code (2013)
- The 25th Hour (2015)
- Total Retaliation (2018)
- Pain into Power (2022)

Serpents Of Shiva (S.O.S.)
- Owe You Nothing (2011)

World Be Free
- The Anti-Circle (2016)
- One Time for Unity (2020)

Występy gościnne
- Wear the Mark – Thrown to the Wolves (?), w utworze "Sacred Ground"
- Throwdown – Haymaker (2003), w utworze "Nothing Left"
- Agnostic Front – Another Voice (2004), w utworze "Another Voice"
- A18 – Dear Furious (2004), w utworze "Beating A Dead Horse"
- Internal Affairs – This is For You (2004), w utworze "When Tigers Fight" (cover Alone In A Crowd)
- Wear the Mark – Thrown to the Wolves i B Sides Can Suck It (2004), w utworze "Sacred Ground"
- Wear the Mark – Thrown to the Wolves (2006), w utworze "Sacred Ground"
- Teamkiller – Bad Signs (2006), w utworze "Over & Out"
- Jedi Mind Tricks – Servants in Heaven, Kings in Hell (2006, limitowana edycja), w remiksie utworu "Heavy Metal Kings (Terror Remix)"
- Against – Loyalty and Betrayal (2007), w utworze "Against The Grain"
- World Collapse - Deutschland! Deutschland! Into The Night (2007), w utworze "The Second Life"
- Nueva Etica – 3L1T3 (2008), w utworze "Nunca Seran"
- Stick To Your Guns – Comes From The Heart (2008), w utworze "Part Of Me"
- Uprising A.D. – Uprising A.D. (2008), w utworze "To Survive"
- Mr. Dibbs – Dead World (2010), w utworze "Stand"
- Inherit – Inherit (2011), w utworze "A Minute To Pray"
- Knuckle Up! – Motivation From Misery (2011), w utworze "Motivation From Misery"
- Skarhead – Dreams Don't Die!!! (2011), w utworze "The Hard Way" (cover Outburst)
- Strife – Witness A Rebirth (2012), w utworze "Look Away"
- Obey The Brave – Ups And Dohttp://translate.google.pl/wns (2012), w utworze "Get Real"
- Madball – Hardcore Lives (2014), w utworze "True School"[34]
- Code Orange – I Am King (2014), w utworze "Unclean Spirit"
- Stick To Your Guns – Disobedient (2015), w utworze "I Choose Nothing"
- Build & Destroye – Map of the Heavens (2015), w utworze "All Hail The Dopeman"
- Deez Nuts – Binge & Purgatory (2017), w utworze "Antidote"
- The Warriors – Monomyth (2019), w utworze "Within, Without"
- God’s Hate – God’s Hate (2021), w utworze "The Valley Beyond (818)"
- Dare – Against All Odds (2021), śpiew dodatkowy
- Devil In Me – On The Grind (2022), w utworze "D.L.T."

Ponadto tymczasowo pełnił funkcję wokalisty holenderskiego zespołu Born from Pain podczas europejskiej trasy koncertowej Hell On Earth Tour 2007
. Gościnnie udzielił się wokalnie w utworach tej grupy: "Zero Hour" na albumie Survival (2008), "Bleed The Poison" na albumie Dance with the Devil (2014).

## Teledyski
Terror
Występy gościnne
- Scott Vogel pojawił się w teledysku do utworu "Keep Movin' On" rapera Vinnie Paz stworzonego wspólnie z Sharą Worden, opublikowanego na albumie Season of the Assassin z 2010. Vogel wcielił się w postać amerykańskiego weterana wojennego, który wraca okaleczony z wojny (jego dziewczynę zagrała aktorka pornograficzna Gina Lynn)[39][40][2].